# Edison Music Awards 2002
De Edison Music Awards 2002 (of kortweg Edisons) werden uitgereikt op 27 februari 2002 in de Heineken Music Hall in Amsterdam, in combinatie met de uitreiking van de Gouden en Zilveren Harpen. Onder de noemer Het Nederlandse Muziekfeest werd de show op 2 en 7 maart uitgezonden door de TROS.
De nominaties werden eind 2001 al bekendgemaakt. Alicia Keys was het vaakst genomineerd, in de categorieën Beste zangeres internationaal, Beste R&B-act en Beste nieuwkomer internationaal. Zij won uiteindelijk alleen in de R&B-categorie.
De meeste categorieën werden bepaald door jury's, behalve de categorieën Album en Single van het jaar. Deze werden door het publiek bepaald in een online stemprocedure.
Dit jaar werden voor het eerst prijzen uitgereikt voor de beste muziek-dvd's.
De Edison in de categorie Kleinkunst/Luisterlied werd gewonnen door de Vliegende Panters, maar zij weigerden hun prijs omdat zij niet waren uitgenodigd voor de uitreiking. Bovendien hadden ze al bij toeval moeten horen dat ze genomineerd waren. "Wij worden gewoon gezien als een zapmoment van laag Bekende-Nederlandersgehalte," lieten de Vliegende Panters via hun management weten. "Daarom zeggen wij: Steek die Televizierring [sic] maar in je bips."
Even leek het er op dat de hele uitreiking niet door kon gaan in verband met geldgebrek bij de organisatie. Dit werd veroorzaakt door het feit dat zowel de TROS als de deelnemende platenmaatschappijen minder geld in het gebeuren wilden steken. Op de valreep werd een sponsor gevonden, het Utrechtse energiebedrijf REMU (tegenwoordig onderdeel van Eneco). In ruil voor de deal werden de publieksprijzen omgedoopt in De REMU Beste Single van het Jaar en Het REMU Beste Album van het Jaar.

## Winnaars
Algemeen (binnen- en buitenlandse artiesten gecombineerd)
- Single van het jaar: Kylie Minogue voor Can't Get You Out of My Head (Publieksprijs)
- Album van het jaar: Kane voor So Glad You Made It (Publieksprijs)
- DVD: Moby voor Play
- Dance: Faithless voor Outrospective
- Soundtrack/Musical: Bridget Jones's Diary

Internationaal
- Groep: Destiny's Child voor Survivor
- Nieuwe artiest/groep: Ryan Adams voor Gold
- R&B/Hip hop: Alicia Keys voor Songs in A Minor
- Zanger: Robbie Williams voor Swing When You're Winning
- Zangeres: Anastacia voor Freak of Nature
- Oeuvre: Simple Minds

Nationaal
- Groep: Johan voor Pergola
- Nieuwe artiest/groep: Twarres voor Stream
- Alternative: Kane voor So Glad You Made It
- Zanger: Frank Boeijen voor Heden
- Zangeres: Mathilde Santing voor New Amsterdam
- Kleinkunst/Luisterlied: Vliegende Panters voor Daar Vliegende Panters (geweigerd)
- Oeuvre: Rob de Nijs

1960 · 1961 · 1962 · 1963 · 1964 · 1965 · 1966 · 1967 · 1968 · 1969 · 1970 · 1971 · 1972 · 1973 · 1974 · 1975 · 1976 · 1977 · 1978 · 1979 · 1980 · 1981 · 1982 · 1983 · 1984 · 1985 · 1986 · 1987 · 1988 · 1989 · 1990 · 1991 · 1992 · 1993 · 1994 · 1995 · 1996 · 1997 · 1998 · 1999 · 2000 · 2001 · 2002 · 2003 · 2004 · 2005 · 2006 · 2007 · 2008 · 2009 · 2010 · 2011 · 2012 · 2013 · 2014 · 2015 · 2016 · 2017 · 2018 · 2019 · 2020 · 2021 · 2022 · 2023 · 2024